# Pedicularis flexosoides
Pedicularis flexosoides är en snyltrotsväxtart som beskrevs av Takasi Takashi Yamazaki. Pedicularis flexosoides ingår i släktet spiror, och familjen snyltrotsväxter. Inga underarter finns listade i Catalogue of Life.